# Country
Country (oz. kantri) je glasbeni slog, značilen za evropske priseljence z ameriškega Juga in območja Apalačev. Elementi countryja so predvsem melodika in večglasno petje, zanj pa so značilna tudi optimistična besedila in preprosti ljudski napevi ob spremljavi kitare, banja, ustne harmonike, ljudskih inštrumentov ...
Country imenujemo tudi »blues belcev«. Ime izvira iz številnih slogov ameriške ljudske glasbe, ki izhaja iz ljudske glasbe priseljencev.

## Delitev na zvrsti
Country glasbo delimo v več zvrsti:
- zgodnji country (J. Rodgers, The Carter Family)
- sredinski country (J. Cash, L. Lynn, B. Owens, T. Wynette)
- country rock (B. Dylan, G. Parson, Ch. Hillman, Poco, Ch. Daniels) je glasbena zvrst, sestavljena iz rocka in country glasbe. Elementi rocka so predvsem bobnarski ritem in zvok kitar. Poseben je tudi stil igranja.
- alternativni country (G. Clark, J. Prine, A. Kraus, S. Earle)
- mladi country (W. Gill, G. Brooks, A. Jackson)